# إمباير (أوكلاهوما)
إمباير (بالإنجليزية: Empire City, Oklahoma)‏ هي بلدة أمريكية تقع في الولايات المتحدة في مقاطعة ستيفينز، أوكلاهوما. يقدر عدد سكانها بـ 955 نسمة ومساحتها 28.2 كم2 و وترتفع عن سطح البحر 325 متر.

## التركيبة السكانية
حدّد مكتب تعداد الولايات المتحدة بيانات التركيبة السكانية لإمباير في تعداد الولايات المتحدة. في ما يلي، التركيبة السكانية حسب تعدادي 2000 و2010.

### تعداد عام 2000
بلغ عدد سكان إمباير 734 نسمة بحسب تعداد عام 2000، وبلغ عدد الأسر 266 أسرة وعدد العائلات 230 عائلة مقيمة في المدينة. في حين سجلت الكثافة السكانية 25.9 نسمة لكل كيلومتر مربع (67.1/ميل2). وبلغ عدد الوحدات السكنية 290 وحدة بمتوسط كثافة قدره 10.2 لكل كيلومتر مربع (26.4/ميل2).
وتوزع التركيب العرقي للمدينة بنسبة 94.82% من البيض و0.14% من الأمريكيين الأفارقة و3.13% من الأمريكيين الأصليين و0.14% من الأمريكيين ذوي الأصول الآسيوية و0.68% من الأعراق الأخرى و1.09% من عرقين مختلطين أو أكثر و2.18% من الهسبانيون أو اللاتينيون من أي عرق.
بلغ عدد الأسر 266 أسرة كانت نسبة 43.2% منها لديها أطفال تحت سن الثامنة عشر تعيش معهم، وبلغت نسبة الأزواج القاطنين مع بعضهم البعض 77.8% من أصل المجموع الكلي للأسر، ونسبة 3.8% من الأسر كان لديها معيلات من الإناث دون وجود شريك،  بينما كانت نسبة 4.9% من الأسر لديها معيلون من الذكور دون وجود شريكة وكانت نسبة 13.5% من غير العائلات. تألفت نسبة 11.7% من أصل جميع الأسر من عدة أفراد يعيشون في نفس المنزل ونسبة 4.5% كانت تتألف من شخص يعيش بمفرده يبلغ من العمر 65 عاماً أو أكثر. وبلغ متوسط حجم الأسرة المعيشية 2.76، أما متوسط حجم العائلات فبلغ 2.98.
بلغ العمر الوسطي للسكان 39.7 عاماً. وكانت نسبة 27.1% من القاطنين تحت سن الثامنة عشر، وكانت نسبة 6.8% بين الثامنة عشر والرابعة والعشرين عاماً، ونسبة 24.9% كانت واقعةً في الفئة العمرية ما بين الخامسة والعشرين والرابعة والأربعين عاماً، ونسبة 30.1% كانت ما بين الخامسة والأربعين والرابعة والستين، ونسبة 11% كانت ضمن فئة الخامسة والستين عاماً فما فوق. يوجد لكل 100 أنثى 107.9 ذكر، ويوجد لكل 100 أنثى في الثامنة عشر من عمرها فما فوق 101.9 ذكر.
بلغ متوسط دخل الأسرة في المدينة 39,722 دولارًا، أما متوسط دخل العائلة فبلغ 43,304 دولارًا. وكان متوسط دخل الذكور 34,844 دولارًا مقابل 23,750 دولارًا للإناث. وسجل دخل الفرد الخاص بالمدينة 17,190 دولارًا. وكانت نسبة 4.9% من العائلات ونسبة 6.4% من السكان تحت خط الفقر، وكان من هؤلاء نسبة 6.2% تحت سن الثامنة عشر ونسبة 6.7% في الخامسة والستين من العمر وما فوق.

### تعداد عام 2010
بلغ عدد سكان إمباير 955 نسمة بحسب تعداد عام 2010، وبلغ عدد الأسر 344 أسرة وعدد العائلات 292 عائلة مقيمة في المدينة. في حين سجلت الكثافة السكانية 33.7 نسمة لكل كيلومتر مربع (87.3/ميل2). وبلغ عدد الوحدات السكنية 369 وحدة بمتوسط كثافة قدره 13 لكل كيلومتر مربع (33.7/ميل2).
وتوزع التركيب العرقي للمدينة بنسبة 88.38% من البيض و1.05% من الأمريكيين الأفارقة و4.82% من الأمريكيين الأصليين و0.10% من الأمريكيين ذوي الأصول الآسيوية و1.36% من الأعراق الأخرى و4.29% من عرقين مختلطين أو أكثر و4.08% من الهسبانيون أو اللاتينيون من أي عرق.
بلغ عدد الأسر 344 أسرة كانت نسبة 36.6% منها لديها أطفال تحت سن الثامنة عشر تعيش معهم، وبلغت نسبة الأزواج القاطنين مع بعضهم البعض 75% من أصل المجموع الكلي للأسر، ونسبة 5.8% من الأسر كان لديها معيلات من الإناث دون وجود شريك،  بينما كانت نسبة 4.1% من الأسر لديها معيلون من الذكور دون وجود شريكة وكانت نسبة 15.1% من غير العائلات. تألفت نسبة 13.4% من أصل جميع الأسر من عدة أفراد يعيشون في نفس المنزل ونسبة 8.4% كانت تتألف من شخص يعيش بمفرده يبلغ من العمر 65 عاماً أو أكثر. وبلغ متوسط حجم الأسرة المعيشية 2.78، أما متوسط حجم العائلات فبلغ 3.00.
بلغ العمر الوسطي للسكان 43.0 عاماً. وكانت نسبة 23.9% من القاطنين تحت سن الثامنة عشر، وكانت نسبة 7.2% بين الثامنة عشر والرابعة والعشرين عاماً، ونسبة 22.1% كانت واقعةً في الفئة العمرية ما بين الخامسة والعشرين والرابعة والأربعين عاماً، ونسبة 33.2% كانت ما بين الخامسة والأربعين والرابعة والستين، ونسبة 13.6% كانت ضمن فئة الخامسة والستين عاماً فما فوق. وتوزع التركيب الجنسي للسكان بنسبة 50.1% ذكور و49.9% إناث.